# Bicentenaire de Guillot
'Bicentenaire de Guillot' est un cultivar de rosier obtenu en 2003 par le rosiériste français Dominique Massad pour les roseraies Guillot. Il rend hommage à la famille lyonnaise des Guillot, grands obtenteurs de roses, dont Dominique Massad est le descendant. Il fait partie de la collection « Générosa ».

## Description
Ce rosier  érigé est vigoureux, au feuillage dense, s'élevant à 100 cm pour une largeur de 50 cm. Il présente des fleurs pourpres globuleuses (17-25 pétales) de 8 à  10 cm s'ouvrant plus tard en fleurs plates aux quartiers parfois chiffonnés, ce qui leur donne l'aspect de roses romantiques. Elles ont un léger parfum de rose thé. La floraison est remontante, constante à partir de fin mai - suivant le climat - jusqu'aux gelées.
Sa zone de rusticité est de 6b à 9b; il supporte donc les hivers froids. Il nécessite peu d'entretien, ce qui en fait une valeur sûre des jardins contemporains.
Cette variété peut se cultiver en massif, ou en pot et en terrasse et convient aussi en fleurs coupées.